# Бабукар Гай
Бабукар Гай (на английски: Baboucarr Gaye) е гамбийски футболист, който играе на поста вратар. Състезател на Шкендия.[източник? (Поискан днес)]

## Кариера
Гай е бивш футболист на Арминия Билефелд, Ватеншайд 09, втория отбор на Щутгарт, Рот-Вайс Кобленц и Рьодингхаузен.
На 4 януари 2023 г. гамбиецът подписва със софийския Локомотив. Дебютира на 18 февруари при равенството 1:1 като домакин на Септември (София).[източник? (Поискан днес)]

## Национална кариера
На 20 януари 2021 г. Бабукар дебютира в официален мач за националния отбор на Гамбия, при победата с 1:0 над националния отбор на Тунис, в среща от Купата на африканските нации през 2021 г.[източник? (Поискан днес)]

## Успехи
Рот-Вайс Кобленц
- Купа на Рейнланд (1): 2021